# Nambaroo tarrinyeri
Nambaroo tarrinyeri — вид родини Белберових. Етимологія: назва виду походить з слова аборигенів «tarrinyeri», тобто «середній», тому що цей вид видається морфологічно проміжним між Nambaroo saltavus і Nambaroo novus. Місце знаходження типового зразка: Південна Австралія, англ. Tarcarooloo Local Fauna. 